# Razem dla Serbii
Razem dla Serbii (serb. Zajedno za Srbiju / Заједно за Србију, ZZS) – serbska partia polityczna o profilu centrolewicowym.

## Historia
Partia została zarejestrowana 20 października 2013. Założył ją były minister Dušan Petrović (kierujący nią do 2016), który został wykluczony z Partii Demokratycznej, gdy odmówił złożenia mandatu poselskiego na żądanie przewodniczącego partii Dragana Đilasa. W Zgromadzeniu Narodowym jego stronnicy powołali siedmioosobowy klub poselski. Do ZZS dołączył również m.in. były minister Srđan Srećković.
Przed wyborami w 2014 ugrupowanie weszło w skład koalicji zorganizowanej przez Borisa Tadicia, jego lider uzyskał ponownie mandat poselski. W 2016 partia podjęła wyborczą współpracę z Partią Demokratyczną, dzięki wysokiemu miejscu na liście wyborczej Dušan Petrović zapewnił sobie poselską reelekcję. W tym samym roku na czele partii stanął Nebojša Zelenović. W 2020 partia nie wzięła udziału w kolejnych wyborach krajowych.
W 2021 ZZS uczestniczyła w powołaniu koalicji z udziałem środowisk ekologicznych. Blok ten pod nazwą „Moramo” wziął udział w wyborach w 2022; partia uzyskała wówczas kilkuosobową parlamentarną reprezentację. W tym samym roku ugrupowanie współtworzyło nową formację pod nazwą Razem.